# Moskusoksefjord
De Moskusoksefjord is een fjord in het Nationaal park Noordoost-Groenland in het oosten van Groenland.

## Geografie
De fjord maakt deel uit van het fjordencomplex van de Koning Oscarfjord en Keizer Frans Jozeffjord. De fjord zelf mondt in het noordwesten uit op de Nordfjord. Hij is noordwest-zuidoost georiënteerd en heeft een lengte van meer dan 60 kilometer.
In het noorden wordt de fjord begrensd door Hudsonland en in het zuiden door Gauss Halvø.